# Аусма (радиоприёмник)
«Аусма» (латыш. Ausma — рассвет) — настольный тразисторный радиовещательный приемник 3-го класса, выпущенный Рижским радиозаводом им. А. С. Попова (RRR) небольшой опытной серией в 1962 г. Первый в СССР транзисторный приемник с диапазоном УКВ.

## Технические данные
- Напряжение питания — 9 В постоянного тока (6 гальванических элементов по 1,5 В), либо 127 или 220 В переменного тока.
- Мощность, потребляемая от сети — от 4 до 5 Вт;
- Диапазоны — ДВ, СВ, УКВ;
- Чувствительность в диапазонах ДВ, СВ при работе на внешнюю антенну — от 20 до 100 мкВ, при работе на встроенную магнитную антенну — 0,8 мВ/м.
- Чувствительность в диапазоне УКВ — от 2 до 10 мкВ.
- Промежуточная частота АМ тракта — 465 кГц.
- Промежуточная частота ЧМ тракта — 8,4 МГц.
- Выходная мощность — 0,15 Вт при питании от батарей, 0,5 Вт при питании от сети.
- Габариты — 560×265×245 мм.
- Вес с элементами питания — 8,5 кг.

## Архитектура
Радиоприёмник содержит 11 германиевых транзисторов и 5 диодов.
Блок УКВ содержит два транзистора П411, на тот момент самых высокочастотных из выпускавшихся советской промышленностью.
Преобразователь частоты АМ диапазонов выполнен на транзисторе П402.
Усилитель ПЧ, общий для АМ и ЧМ трактов, содержит три транзистора П402.
Детектор АМ выполнен на одном диоде Д2Е, детектор ЧМ — на ещё двух диодах того же типа.
В УМЗЧ используются три транзистора П15А в предварительном усилителе и два мощных П201А — в двухтактном оконечном. Усилитель нагружен на динамическую головку типа 1ГД3.
Питается приёмник от батареи гальванических элементов напряжением 9 В, либо от нестабилизированного трансформаторного блока питания, вырабатывающего постоянное напряжение 23 В (за счёт повышения напряжения питания с 9 до 23 В и происходит форсирование выходной мощности приёмника при питании от сети). Выпрямитель выполнен на двух диодах Д7Г.
Приемник собран в деревянном корпусе, компоновка и монтаж — характерные для ламповых приемников начала 60-х годов. Просторный копрпус позволил получить достаточно неплохое качество звука и не применять дорогие малогабаритные детали и узлы.
«Аусма» была полностью подготовлена к серийному производству, его описание было опубликовано в справочниках и в журнале «Радио», но по неизвестным причинам выпуск ограничился несколькими десятками штук. В серию в том же 1962 году пошел приемник Минского радиозавода с близкими характеристиками и почти таким же внешним видом, а «Аусма» стала коллекционной редкостью.